# Luís Frederico de Saxe-Hildburghausen
Luís Frederico de Saxe-Hildburghausen (11 de Setembro de 1710, Hildburghausen – 10 de Junho de 1759, Nijmegen), foi um príncipe de Saxe-Hildburghausen e general-marechal-de-campo do exército da Baviera. 

## Vida
Luís Frederico era filho de Ernesto Frederico I, Duque de Saxe-Hildburghausen e da sua esposa, a condessa Sofia Albertina de Erbach-Erbach. Durante a sua juventude, prestou serviço militar no Exército Imperial e foi treinado por Friedrich Heinrich von Seckendorff. Em 1738, foi promovido a major-general, em 1739 a Generalfeldwachtmeister. Nesse mesmo ano, participou na campanha militar da Hungria contra a Turquia. Em 1741, deixou o exército imperial e juntou-se ao exército da Baviera, no qual participou na Guerra de Sucessão Austríaca.  Em 1742, foi promovido a tenente-marechal-de-campo. O sacro-imperador Carlos VII ofereceu-lhe o regimento de infantaria Holnstein e, em 1743 promoveu-o a general-marechal-de-campo. Nesse mesmo ano, enquanto foi comandante da cidade de Braunau am Inn, que se encontrava cercada, mandou cunhar moedas de emergência em lata e chumbo.
O príncipe-eleitor Maximiliano III José da Baviera promoveu-o a comandante do exército da Baviera em 1745. Luís Frederico continuou a combater na Guerra de Sucessão Austríaca entre 1746 e 1748 nos Países Baixos, onde tinha o seu próprio regimento, o Hildburghausen. Em 1748, demitiu-se do seu cargo no exército da Baviera e regressou à sua terra natal.
A 4 de Maio de 1749 casou-se em Weikersheim com a princesa Cristiana Luísa (1713–1778), filha de Joaquim Frederico, Duque de Schleswig-Holstein-Sonderburg-Plön e viúva de Luís Alberto, Conde de Hohenlohe-Weikersheim. O casal não teve filhos. Graças a contribuições financeiras provenientes da Casa de Hohenlohe, o príncipe conseguiu completar o restauro dispendioso da mansão de Hellingen. Perseguido pelos seus credores, o príncipe decidiu voltar ao serviço militar nos Países Baixos.
Morreu em 1759, como governador de Nimega.

## Genealogia
| Luís Frederico de Saxe-Hildburghausen | Pai: Ernesto Frederico I, Duque de Saxe-Hildburghausen | Avô paterno: Ernesto, Duque de Saxe-Hildburghausen | Bisavô paterno: Ernesto I, Duque de Saxe-Gota                |
| Luís Frederico de Saxe-Hildburghausen | Pai: Ernesto Frederico I, Duque de Saxe-Hildburghausen | Avô paterno: Ernesto, Duque de Saxe-Hildburghausen | Bisavó paterna: Isabel Sofia de Saxe-Altemburgo              |
| Luís Frederico de Saxe-Hildburghausen | Pai: Ernesto Frederico I, Duque de Saxe-Hildburghausen | Avó paterna: Sofia de Waldeck                      | Bisavô paterno:' Jorge Frederico de Waldeck                  |
| Luís Frederico de Saxe-Hildburghausen | Pai: Ernesto Frederico I, Duque de Saxe-Hildburghausen | Avó paterna: Sofia de Waldeck                      | Bisavó paterna: Isabel Carlota de Nassau-Siegen              |
| Luís Frederico de Saxe-Hildburghausen | Mãe: Sofia Albertina de Erbach-Erbach                  | Avô materno: Jorge Luís I, Conde de Erbach-Erbach  | Bisavô materno: Jorge Alberto I, Conde de Erbach             |
| Luís Frederico de Saxe-Hildburghausen | Mãe: Sofia Albertina de Erbach-Erbach                  | Avô materno: Jorge Luís I, Conde de Erbach-Erbach  | Bisavó materna: Isabel Doroteia de Hohenlohe-Schillingsfurst |
| Luís Frederico de Saxe-Hildburghausen | Mãe: Sofia Albertina de Erbach-Erbach                  | Avó materna: Amália Catarina de Waldeck-Eisenberg  | Bisavô materno: Filipe de Waldeck-Eisenberg                  |
| Luís Frederico de Saxe-Hildburghausen | Mãe: Sofia Albertina de Erbach-Erbach                  | Avó materna: Amália Catarina de Waldeck-Eisenberg  | Bisavó materna: Maria de Nassau-Siegen                       |